# Alga pluricelular
Algas pluricelulares ou Algas multicelulares são um grupo de algas que integra o reino protista porem antes pertencidas ao reino plantae. Esse grupo de algas foi por muito tempo considerado parte do reino Plantae, por seus organismos serem eucariontes, multicelulares e realizarem a fotossíntese. Entretanto, ele é diferenciado das plantas por não conseguirem sobreviver em terra, desenvolverem-se em estruturas diferentes das plantas e não possuírem clorofila b, comum às plantas. As algas verdes, por mais que possuam a clorofila b, muitas vezes são unicelulares, sendo assim classificadas como protistas.